# Ludacris
Christopher Brian Bridges (* 11. září 1977 Champaign, Illinois), profesionálně známý jako Ludacris, je americký rapper a herec. Jedná se o trojnásobného držitele ceny Grammy. Pětkrát v kariéře dosáhl na 1. místo v hitparádě Billboard Hot 100, tento výsledek mu svého času držel prvenství mezi rappery (absolutními rekordmany jsou The Beatles s dvaceti prvními singly). Také je spoluzakladatelem hudebního labelu Disturbing tha Peace.

## Dětství
Pochází ze státu Illinois, je míšencem "afro-indiánského" původu. Když mu bylo devět, tak se jeho rodina přestěhovala do Atlanty, kde později začal svou kariéru. O tři roky později založil amatérskou hip hopovou skupinu. Po vystudování střední školy, se následující dva roky vzdělával v oboru hudebního managementu na georgieské univerzitě.

## Hudební kariéra

### Inconegro a Back for the First Time (1999–2000)
V roce 1998 nahrál píseň pro Timbalanda na jeho debut, čímž debutuje i on sám. O rok později vydal, bez pomoci hudebních společností, nezávislé album Inconegro, které ovšem příliš úspěchu nesklidilo, ale otevřelo mu dveře ke společnosti Def Jam. Právě u Def Jamu vydal o rok později první studiové album nazvané Back for the First Time, které obsahuje několik písní z původního alba, ale zaznamená mnohem větší úspěch, v USA se stalo 3 x platinovým. Album de facto obsahovalo pouze dvě nové písně „Stick 'Em Up“ a "Southern Hospitality" a dva remixy písní „What's Your Fantasy“ a „Phat Rabbit“ ale právě singly „What's Your Fantasy“ (ft. Shawnna) a „Southern Hospitality“ (ft. Pharrell) se přehrávaly v rádiích a dopomohly k novému úspěchu alba.

### Word of Mouf a Chicken-n-Beer (2001–2003)

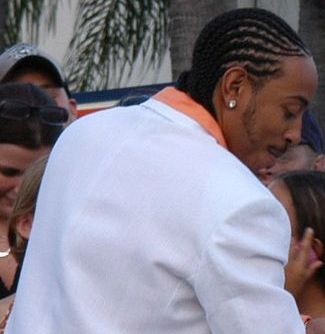
Ludacris v Miami v roce 2004.

Následujícího roku (2001) vyšlo album Word of Mouf, které se před vydáním uniklo na internet, ale i přesto se stalo nejprodávanějším Ludacrisovým albem, prodalo se ho přes tři a půl milionu kusů. Album bylo nominováno na cenu Grammy. Z alba pochází úspěšné singly „Area Codes“ (ft. Nate Dogg), „Rollout (My Business)“, „Saturday (Oooh! Ooooh!)“ (ft. Sleepy Brown), „Welcome to Atlanta“ (s Jermaine Dupri) a především jeho první Top 10 singl „Move Bitch“ (ft. Mystikal a I-20). Ve stejném roce si zahrál i ve svém prvním filmu The Wash.
Roku 2003 hrál ve filmu Rychle a zběsile 2, ke kterému byl vydán soundtrack, ne kterém účinkoval s písní „Act a Fool“. Téhož roku vydal své třetí album Chicken-n-Beer. Album, jako jeho první, debutovalo na první příčce žebříčku Billboard Hot 100. Celkem se ho v USA prodalo tři miliony kusů. Vedoucím singlem byla zvolena píseň „Stand Up“ (ft. Shawnna), která se umístila na první příčce US žebříčku. Velký úspěch zaznamenal i singl „Splash Waterfalls“ a později se do žebříčku dostal i singl „Diamond in the Back“.

### The Red Light District a Release Therapy (2004–2006)

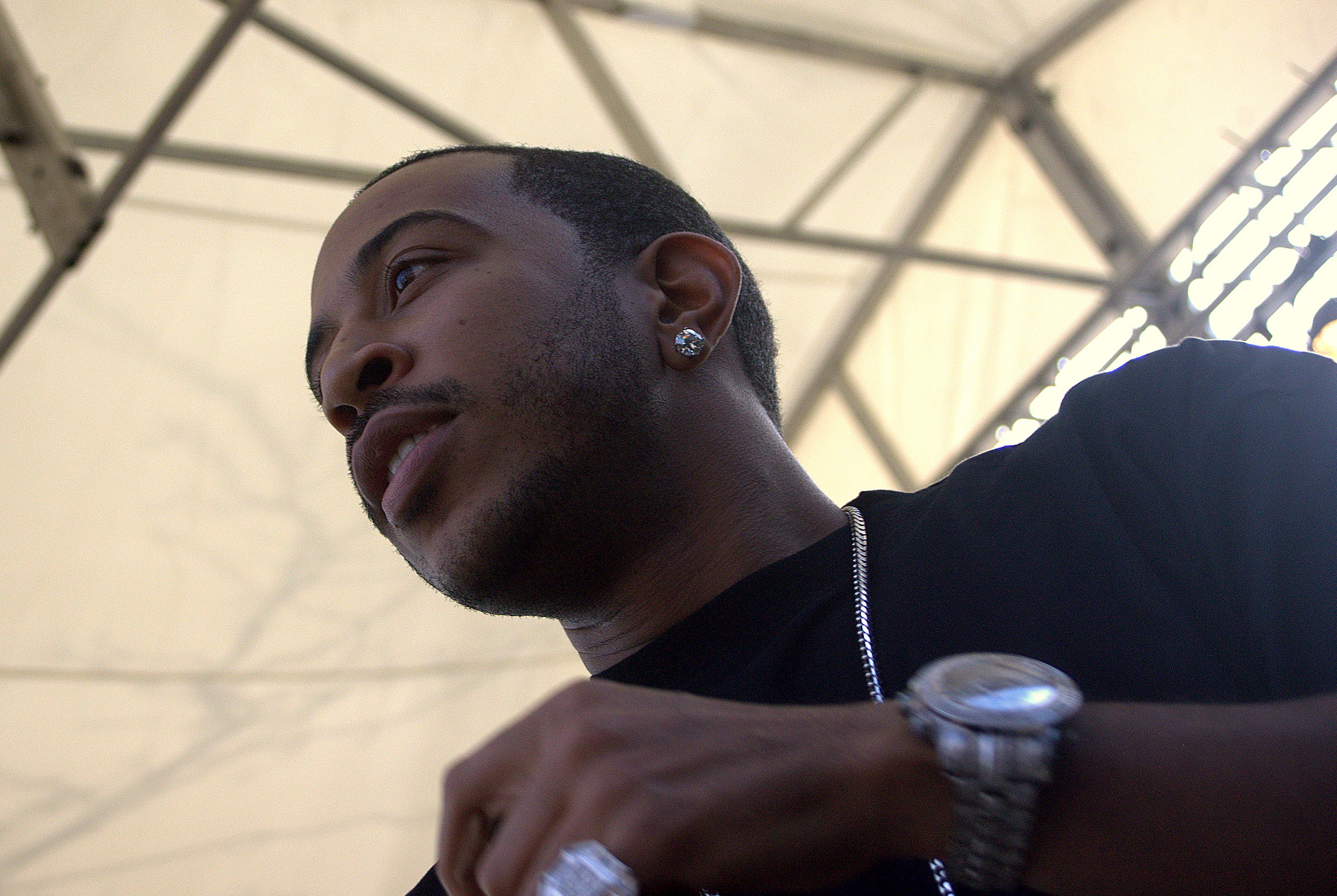
Ludacris při vystoupení v roce 2009.

Dalším albem je The Red Light District (2004), které se stalo stejně jako jeho předchůdce 2 x platinové, nicméně tentokrát se ho prodalo "pouze" dva miliony kusů. Album se opět umístilo na nejvyšší příčce US žebříčku. K úspěchu mu pomohly Top 20 singly „Get Back“, „Number One Spot“ a Top 10 singl „Pimpin' All Over the World“ (ft. Bobby V).
V roce (2006) vydal album Release Therapy. To v roce 2007 obdrželo cenu Grammy. Celkem se ho prodalo 1,3 milionů kusů a opět se umístilo na první příčce. Singl „Money Maker“ (ft. Pharrell) rovněž obsadil první příčky žebříčků. Úspěšným se stal i singl „Runaway Love“ (ft. Mary J. Blige) (2. příčka).

### Theater of the Mind a Battle of the Sexes (2008–2010)
V červenci 2008 vydal mixtape DJ Drama Presents: The Preview, aby zpropagoval své nadcházející album. V listopadu (2008) vydal album Theater of the Mind. To se umístilo na 5. příčce a celkem se ho v USA prodalo 670 000 kusů. Z alba pochází úspěšné singly „What Them Girls Like“ (ft. Chris Brown a Sean Garrett) (33. příčka) a „One More Drink“ (ft. T-Pain) (24. příčka).

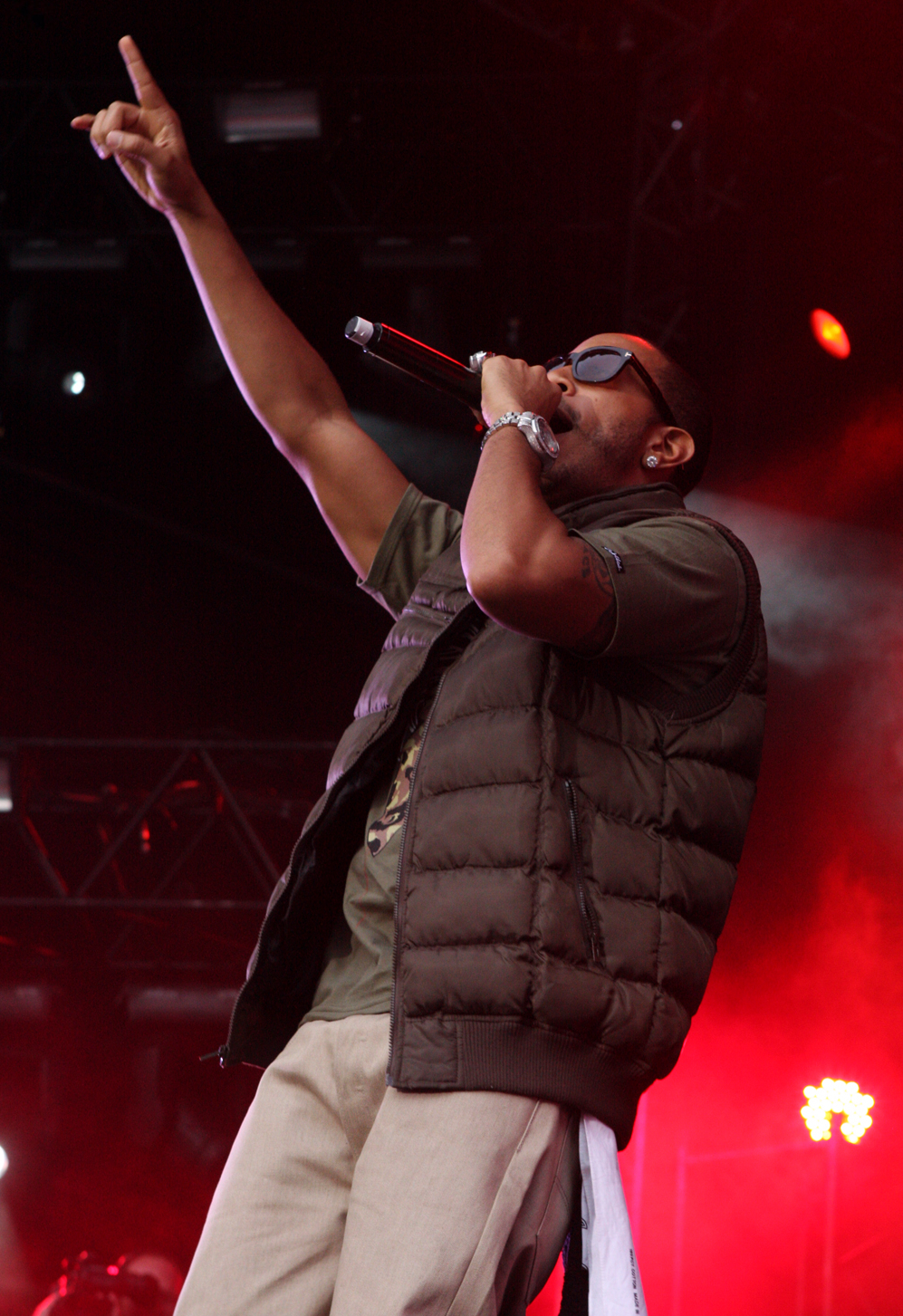
Ludacris při vystoupení na festivalu Supafest 3, Sydney, Austrálie (2012).

V březnu (2010) vydal album Battle of the Sexes. To se znovu umístilo na první příčce US žebříčku a celkem se ho prodalo 530 000 kusů. Z alba pochází dva Top 20 singly, a to „How Low“ a „My Chick Bad“ (ft. Nicki Minaj). Úspěšným singlem byla i píseň „Sex Room“ (ft. Trey Songz). Album mělo být původně společným počinem Ludacrise a zpěvačky Shawnny, která byla upsána k jeho labelu DTP. Ale Shawnna ještě před dokončením alba přešla k labelu Nappy Boy Entertainment.

### Ludaversal (2011–dodnes)
Mezi lety 2011 a 2015 hrál ve třech pokračováních filmové série Rychle a zběsile. V roce 2010 začal pracovat na svém devátém albu s názvem Ludaversal. V květnu 2012 vydal první singl s názvem „Jingalin“, píseň se v hitpáradě neumístila. Druhý singl s názvem „Representin“ (ft. Kelly Rowland) byl vydán v říjnu 2012 a umístil se na 97. příčce. Původně mělo být album vydáno v září 2012, ale nakonec bylo odloženo. Třetí singl „Rest of My Life“ (ft. Usher a David Guetta), vydaný v listopadu 2012, se v USA umístil na 72. příčce a uspěl i v Evropě (např. 32. příčka v Česku). Album tehdy získalo nový termín vydání, a to září 2013.
V květnu 2013 vydal mixtape s názvem #IDGAF. Mixtape si ze serveru datpiff.com celkem stáhlo 259 000 posluchačů.
Ani nový termín vydání, září 2013, nebyl dodržen a album bylo znovu odloženo. Ludacris přišel s novou hudbou až v lednu 2014, kdy vydal singl „Party Girls“ (ft. Jeremih, Wiz Khalifa & Cashmere Cat). Píseň se umístila jen v amerických žánrových žebříčcích. V říjnu 2014 oznámil, že v listopadu vydá EP. Dlouho odkládané album Ludaversal také získalo nové datum vydání, a to 31. března 2015. V první týden prodeje se v USA prodalo 62 289 kusů, a tím debutovalo na 3. příčce. Současně zaznamenalo 4,8 milionů streamů na Spotify.

## Diskografie
Studiová alba
- Incognegro (1999)
- Back for the First Time (2000)
- Word of Mouf (2001)
- Chicken-n-Beer (2003)
- The Red Light District (2004)
- Release Therapy (2006)
- Theater of the Mind (2008)
- Battle of the Sexes (2010)
- Ludaversal (2015)

Soundtracky
- Karma's World Official Soundtrack (2021)

## Filmografie
| Film      | Film                                       | Film                  | Film                                     |
| Rok       | Název                                      | Role                  | Poznámky                                 |
| --------- | ------------------------------------------ | --------------------- | ---------------------------------------- |
| 2001      | Myčka                                      | zákazník              |                                          |
| 2003      | Rychle a zběsile 2                         | Tej Parker            |                                          |
| 2004      | Malý pasák                                 | Weathers (hlas)       |                                          |
| 2005      | Paper Chasers                              | sám sebe              | dokument                                 |
| 2005      | Snaž se a jeď                              | Skinny Black          |                                          |
| 2005      | Crash                                      | Anthony               |                                          |
| 2005      | The Industry                               | sám sebe              |                                          |
| 2005      | Ludacris: The Red Light District           | sám sebe              | dokument                                 |
| 2007      | The Heart of the Game                      | vypravěč              |                                          |
| 2007      | Ludacris: The Southern Smoke: Unauthorized | sám sebe              | dokument                                 |
| 2007      | American Hustle                            | sám sebe              |                                          |
| 2007      | Santa má bráchu                            | DJ Donnie             |                                          |
| 2008      | RocknRolla                                 | Mickey                |                                          |
| 2008      | Max Payne                                  | Jim Bravura           |                                          |
| 2009      | Ball Don't Lie                             | Julius                |                                          |
| 2009      | Gamer                                      | Bratr Humanz          |                                          |
| 2011      | Rychle a zběsile 5                         | Tej Parker            |                                          |
| 2011      | Hlavně nezávazně                           | Wallace               |                                          |
| 2011      | Šťastný Nový rok                           | Brendan Nolan         |                                          |
| 2011      | Breakaway                                  | sám sebe              |                                          |
| 2013      | Rychle a zběsile 6                         | Tej Parker            |                                          |
| 2015      | Rychle a zběsile 7                         | Tej Parker            |                                          |
| 2017      | Rychle a zběsile 8                         | Tej Parker            |                                          |
| 2018      | Show Dogs                                  | Max (hlas)            |                                          |
| 2018      | The Ride                                   | Eldridge Buultjens    |                                          |
| 2020      | John Henry                                 | Hell                  |                                          |
| 2021      | Rychle a zběsile 9                         | Tej Parker            |                                          |
| 2022      | Tady cesta končí                           | Reggie                |                                          |
| 2023      | Rychle a zběsile 10                        | Tej Parker            |                                          |
| 2023      | Sláva je tu sníh                           | Eddie Garrick         |                                          |
| Televize  |                                            |                       |                                          |
| Rok       | Název                                      | Role                  | Poznámky                                 |
| 2006–2007 | Zákon a pořádek: Útvar pro zvláštní oběti  | Darius Parker         | díly: „Jed“ a „Screwed“                  |
| 2007      | Simpsonovi                                 | Sám sebe              | díl: „Jak si Kent pustil pusu na špacír“ |
| 2014      | Being Mary Jane                            | Terrence Mitchell     | díl: „Exposed“                           |
| 2014      | Rising Star                                | sám sebe/porotce      |                                          |
| 2014–2016 | Billboard Music Awards                     | moderátor             |                                          |
| 2015      | The Comedy Central Roast of Justin Bieber  | sám sebe              |                                          |
| 2015      | Empire                                     | strážník McKnight     | díl: „Without a Country“                 |
| 2017–2018 | Faktor strachu                             | moderátor             |                                          |
| 2017      | My Houzz                                   | sám sebe              | 1 epizoda                                |
| 2017      | Best Cover Ever                            | sám sebe              | 1 epizoda                                |
| 2017      | Doc McStuffins                             | Gus (dabing)          | 1 epizoda                                |
| 2018      | Wild 'n Out                                | sám sebe              | 1 epizoda                                |
| 2020      | 30 for 30                                  | sám sebe              | 1 epizoda                                |
| 2020      | Gone Mental with Lior                      | sám sebe              | 1 epizoda                                |
| 2021      | The Price Is Right                         | sám sebe              | 1 epizoda                                |
| 2021      | Beat Shazam                                | sám sebe              | 1 epizoda                                |
| 2021      | Ben & Jerry's Clash of the Cones           | sám sebe              | 1 epizoda                                |
| 2021      | Celebrity Game Face                        | sám sebe              | 1 epizoda                                |
| 2021      | Karma's World                              | Conrad Grant (dabing) | 15 epizod, tvůrce seriálu                |
| 2022      | Luda Can't Cook                            | sám sebe              | hlavní postava                           |
| 2023      | Top Chef                                   | sám sebe              | 1 epizoda                                |
| 2023      | Celebrity Prank Wars                       | sám sebe              | 1 epizoda                                |
| Videohra  |                                            |                       |                                          |
| Rok       | Název                                      | Role                  | Poznámky                                 |
| 2003      | Def Jam Vendetta                           | sám sebe              |                                          |
| 2004      | Def Jam: Fight for NY                      | sám sebe              |                                          |
| 2007      | Def Jam: Icon                              | sám sebe              |                                          |
| 2015      | Forza Horizon 2 Presents Fast & Furious    | Tej Parker            |                                          |